# Campatonema tapantia
Campatonema tapantia là một loài bướm đêm thuộc họ Geometridae. Nó được tìm thấy ở provinces of Alajuela, Cartago và Heredia in Costa Rica. Nó được tìm thấy ở khu vực có độ cao từ 1100 đến 1600 mét.
Chiều dài cánh trước là 15–16 mm. Con trưởng thành bay quanh năm.